# Base (Tabletop)

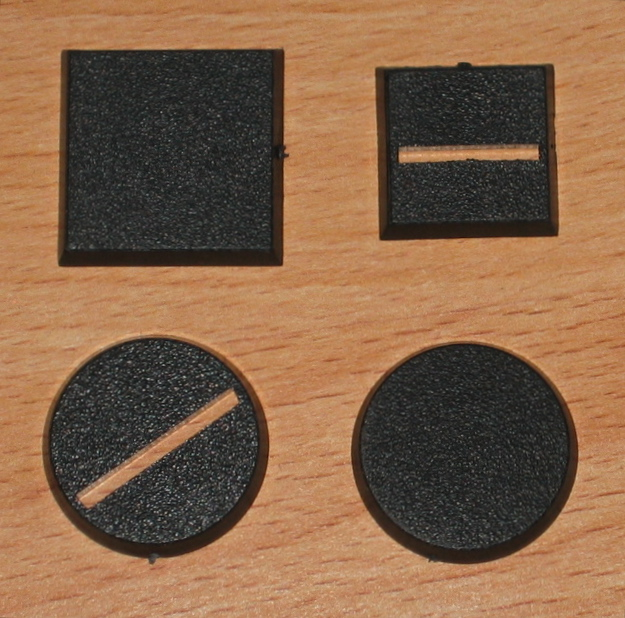
Verschiedene Formen und Größen von Bases

Mit einer Base (engl.) bezeichnet man im Tabletop eine Standfläche oder Basis für eine Miniatur, die dazu dient, dass die Miniatur sicher auf dem Spielfeld steht und über das Spielfeld bewegt werden kann. Die Base wird meistens aus Kunststoff oder seltener aus Weißmetall gefertigt. Auf einer Base können eine oder mehrere Miniaturen stehen.
Bases gibt es in verschiedenen Formen und Größen. Bei Tabletop-Spielen werden Entfernungen meistens von der Base einer Miniatur gemessen, oder die Größe einer Base gibt vor, mit wievielen anderen Miniaturen eine Miniatur in Basekontakt gestellt werden kann. Dadurch hat die Form und Größe einer Base Einfluss auf das Spiel und wird für eine Miniatur durch die Regeln des Tabletop-Spiels vorgegeben. In der Regel ist die passende Base im Kaufumfang einer Miniatur enthalten.
Typisch sind quadratische Bases mit Kantenlängen von 20 mm, 25 mm, 40 mm oder 50 mm, rechteckige Bases mit 25 × 50 mm oder 50 × 100 mm sowie Rundbases mit Durchmessern von 25 mm, 40 mm oder 50 mm. Seltener gibt es auch sechseckige, achteckige oder ovale Bases.
Runde Bases werden zumeist für Spiele genutzt, bei denen hauptsächlich einzelne Miniaturen bewegt werden oder die Einheiten in loser Formation bewegt werden. Beispiele dafür sind Warhammer 40.000, Infinity the Game oder Bolt Action. Tabletop-Spiele, bei denen die Miniaturen in Gefechtsformation bewegt werden, häufig mit historischem oder Fantasy-Hintergrund, nutzen in der Regel rechteckige Bases. Beispiele dafür sind Warhammer Fantasy, De Bellis Magistrorum Militum oder Black Powder. Hier gibt es aber keine feste Regel. Der Hersteller eines Spiels entscheidet, welche Bases genutzt werden sollen, und es gibt Ausnahmen für beide Varianten. So nutzt Freebooter’s Fate rechteckige Bases, obwohl nur einzelne Miniaturen bewegt werden und Conquest - Last Arguments of Kings sowie A Song of Ice and Fire: Tabletop Miniature Game nutzen runde Bases, obwohl die Miniaturen in Gefechtsformation bewegt werden.

## Basegestaltung

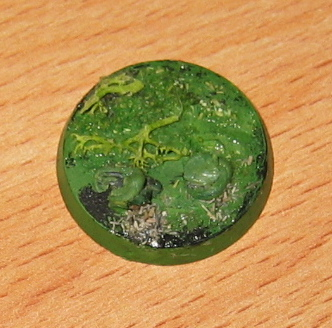
Ein fertig verschönertes Base ohne Miniatur

Miniaturen werden bei Tabletop-Spielen durch die Spieler meist aufwändig bemalt. Die Gestaltung der Base einer Miniatur verbessert den Gesamteindruck der Miniaturen auf dem Spielfeld. Dabei kann die Basegestaltung thematisch an das Spielfeld angepasst werden. So arbeitet man oft mit Grasstreu oder Sand, der auf das Base geklebt und danach eventuell bemalt oder mit Steinchen bzw. kleinen Modellgegenständen wie z. B. Waffen, Schilde, Geldbeutel, Totenköpfen oder ähnlichem ergänzt wird, um das sich darauf befindliche Modell in einem szenenhaften Kontext darzustellen. Eine einheitliche Basegestaltung gibt einer Tabletoparmee zudem ein einheitlicheres Gesamtbild.
Manche Bases werden speziell für eine Figur modelliert oder umgebaut. Genauso wie die Miniaturen werden die Bases in der Regel ohne Basegestaltung und unbemalt mit ausgeliefert. Drittanbieter bieten fertig gestaltete aber unbemalte Bases in den gängigen Größen und Formen an.
Auf Turnieren kann es Extra-Punkte geben, wenn alle Miniaturen eines Turnierteilnehmers eine gestaltete Base haben.

## Regimentsbase

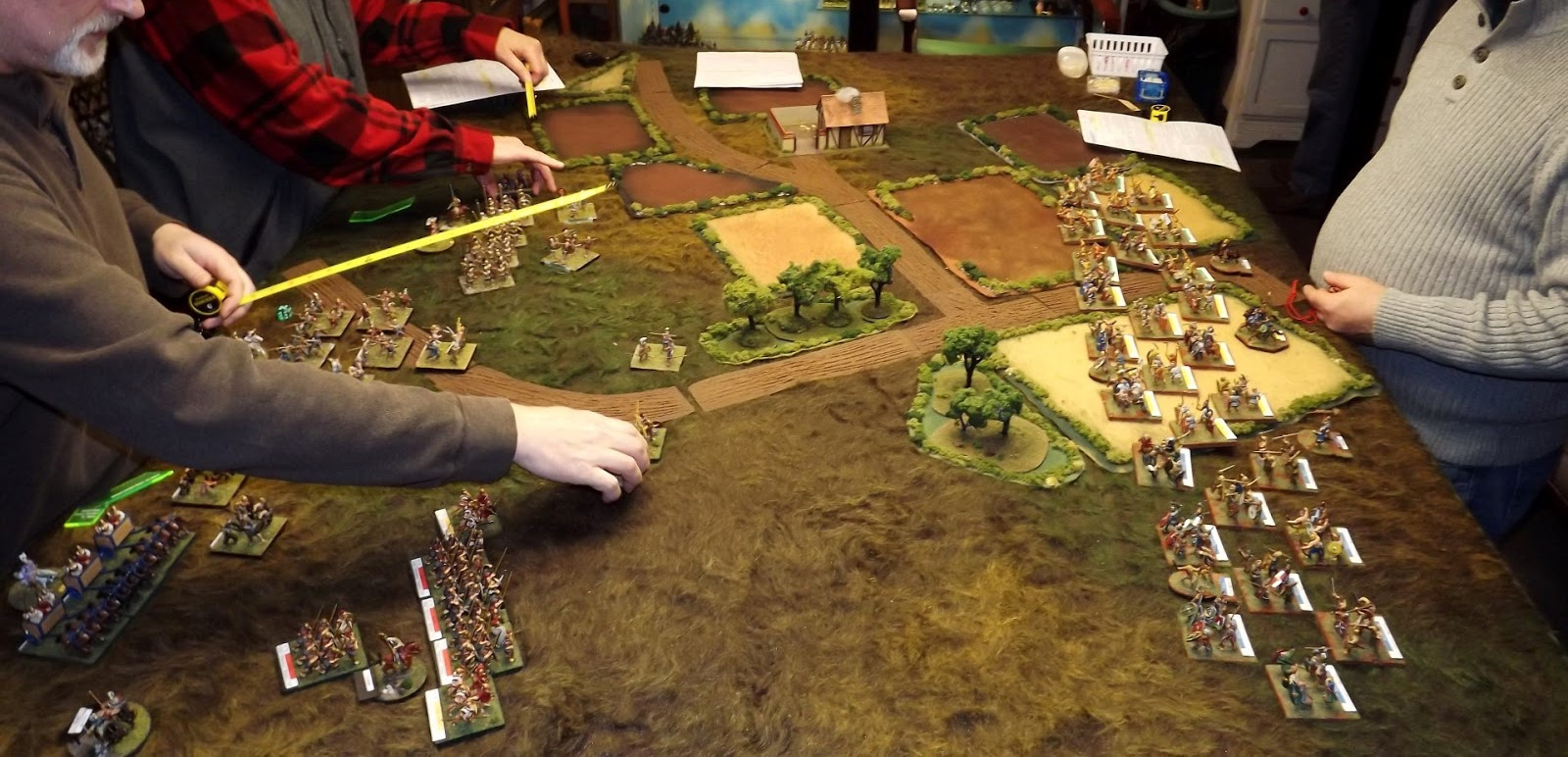
Ein Tabletop-Spiel mit Regimentsbases

Für Tabletop-Spiele, bei denen die Miniaturen in Einheiten bewegt werden, gibt es die Regimentsbases. Regimentsbases wurden ursprünglich bei Tabletop-Spielen genutzt, die in Gefechtsformation gespielt werden und dienen dazu ganze Regimenter auf einmal auf dem Spielfeld zu bewegen. Dies erhöht den Spielkomfort, da nicht jede Miniatur einzeln bewegt werden muss. Die Miniaturen werden dabei mit ihrer eigentliche Base auf ein Regimentsbase gestellt. Mittlerweile gibt es aber auch Regimentsbases für Spiele, die eigentlich in loser Formation mit Rundbases gespielt werden. Durch das Regimentsbase erhalten aber auch diese Miniaturen eine feste Anordnung zueinander, die durch die Spielregeln gar nicht vorgegeben werden.
Die Regimentsbases sollten so gestaltet sein, dass die einzelnen Miniaturen darauf bei der Bewegung in Position gehalten werden. Dazu haben solche Regimentsbases entweder vorgefertigte Aufnahmemöglichkeit für die eigentlichen Bases der Miniaturen oder einen Rahmen. Beide Varianten erhöhen die Abmessungen des Regiments leicht. Der Einfluss auf das Spiel ist in der Regel vernachlässigbar, kann aber nicht ausgeschlossen werden.
Eine andere Variante der Regimentsbases sind Bleche aus magnetischem Material. Die Bases der Miniaturen werden dann mit Magnetfolie oder Magneten ausgestattet und halten dann magnetisch auf dem Regimentsbase. Ein Vorteil dieser Variante ist, dass die Bases der Miniaturen mit Magnetfolie bzw. Magneten dann auch für den Transport genutzt werden können. Außerdem kann die Regimentsbase dann so gestaltet werden, dass sich die Abmessungen des Regiments nicht erhöhen. Die Nachteile dieser Variante sind der zusätzliche Aufwand und die zusätzlichen Kosten für das Magnetisieren.
Bei Miniaturen mit gestalteten Bases sind in der Regel auch die Regimentsbases passend gestaltet.

## Flugbase
In Tabletop-Spielen gibt es Miniaturen die durch die Spielregeln simuliert fliegen können. Solche Miniaturen haben häufig eine Flugbase. Bei einer Flugbase gibt es eine durchsichtige Verbindung zwischen der Standfläche und der Miniatur, sodass der Eindruck entstehen kann, die Miniatur „fliegt“ über dem Spielfeld.

## Abgrenzung
Bases kann man Abgrenzen zu Armee-Displays und Sockeln:

### Armee-Display
Einige Spieler, die regelmäßig Tabletop-Turniere bestreiten, haben ein sogenanntes Armee-Base oder Army-Display (engl.), das oft sehr aufwändig und detailliert gestaltet ist. Diese Display ist eher ein Diorama bei dem die Miniaturen zum Spielen entnommen werden können und werden verwendet, um die Armee zu präsentieren.

### Sockel

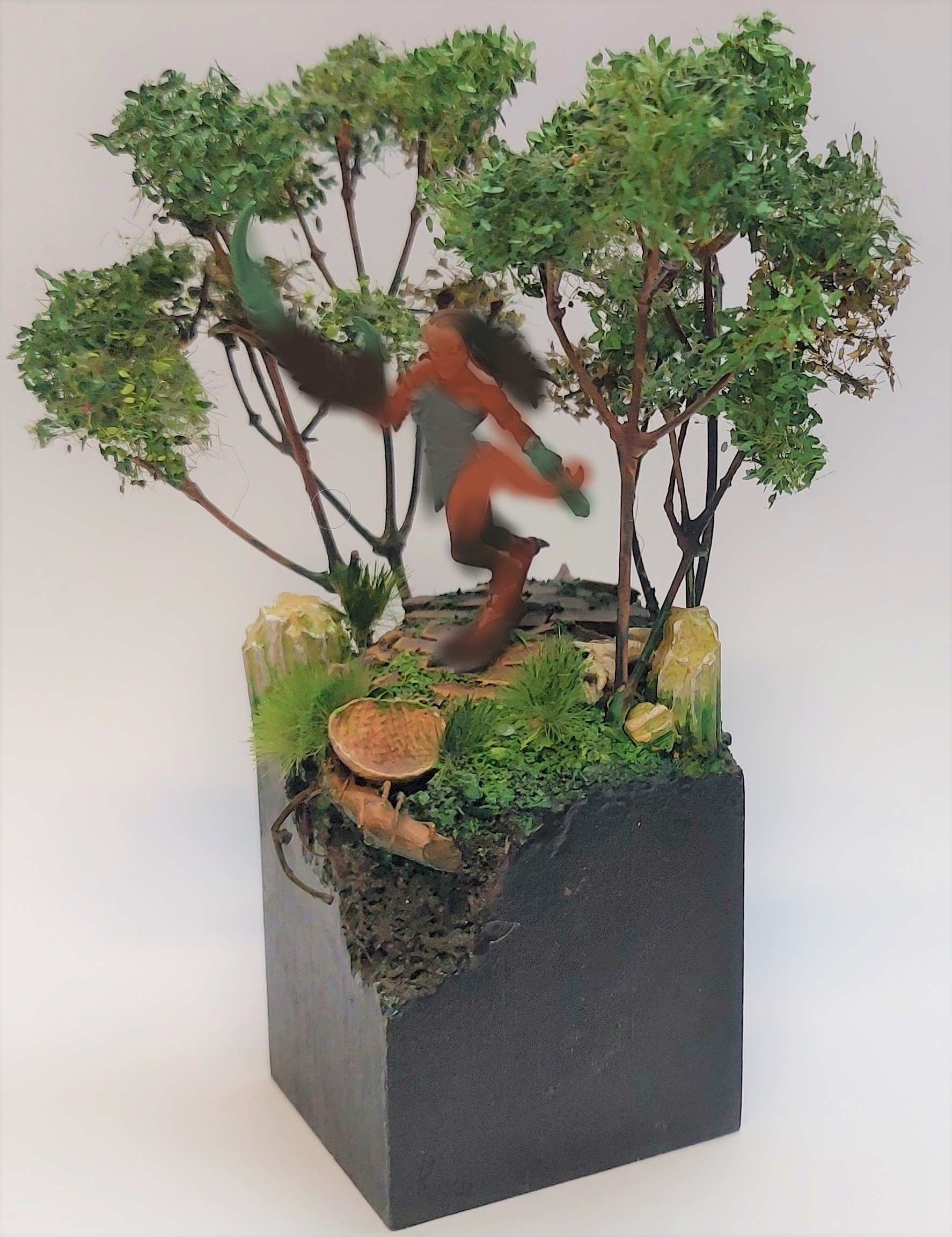
Miniatur auf Sockel. Die Miniatur selbst wurde unkenntlich gemacht.

Ein Sockel wird ebenfalls als Standfläche für Miniaturen genutzt, ist aber nicht zum Spielen geeignet und wird nur bei Miniaturen genutzt, die ausgestellt werden sollen. Da er nicht zum Spielen geeignet ist, zählt er nicht als Base.

### Brettspielminiaturen
Bei Brettspielen werden teilweise ebenfalls Miniaturen genutzt. Dort hat die Standfläche einer Miniatur oft aber keinen Einfluss auf das Spiel. Außerdem sind Brettspielminiaturen oft zusammen mit ihrer Standfläche aus einem Stück gegossen. Daher redet man bei Brettspielminiaturen in der Regel nicht von einer Base. Es gibt aber keine offizielle Definition die den Begriff Base auf Tabletop-Spiele begrenzt.